# Sachar Prilepin

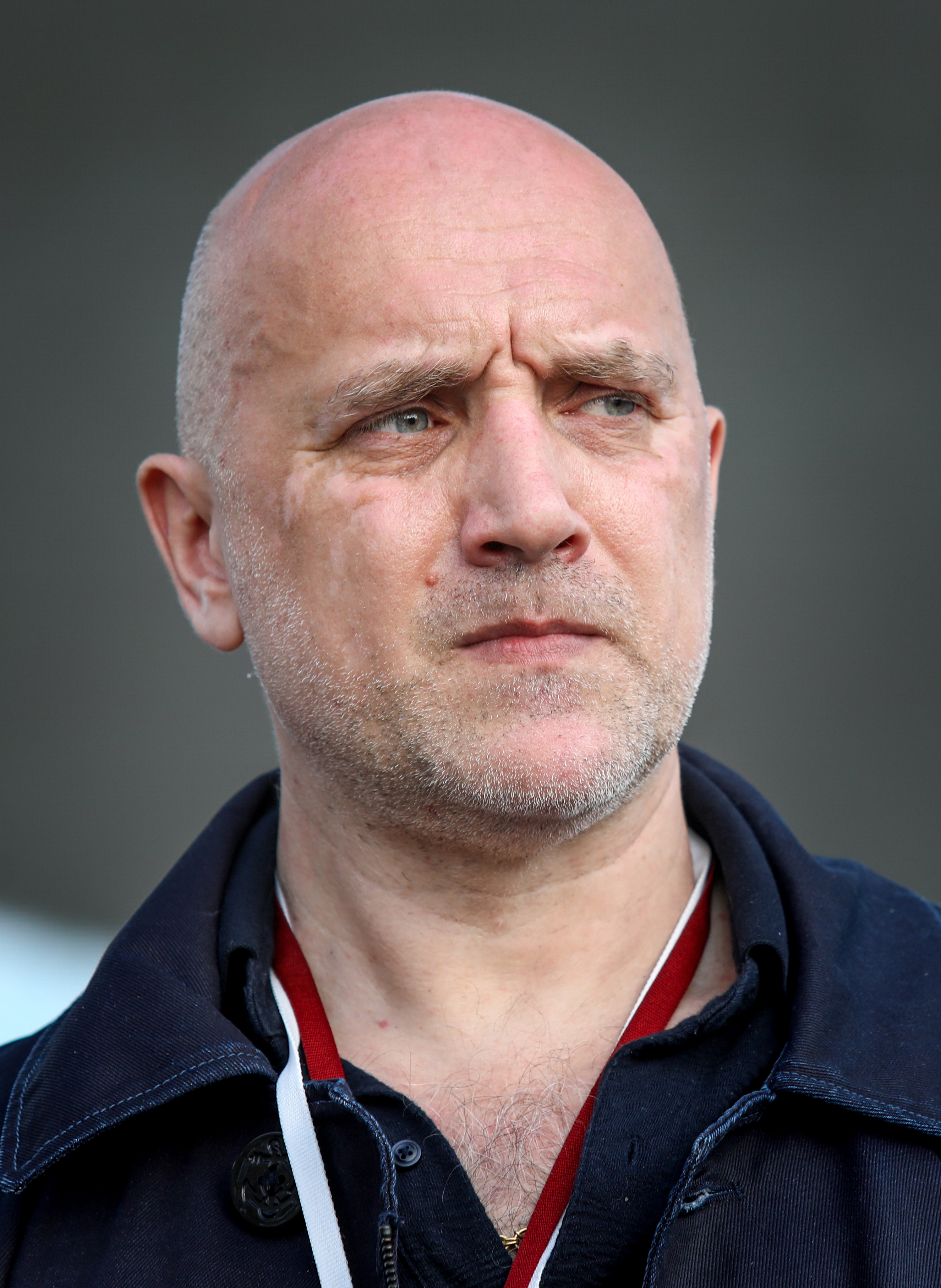
Sachar Prilepin (2020)

Sachar Prilepin (russisch Захар Прилепин, Pseudonym von Jewgeni Nikolajewitsch Prilepin (russisch Евгений Николаевич Прилепин); * 7. Juli 1975 in Rjasan, Sowjetunion) ist ein russischer Schriftsteller und Politiker. Zunächst ein Gegner Wladimir Putins, übernahm er 2017 eine militärische Funktion in der international nicht anerkannten „Volksrepublik Donezk“. Im Februar 2022 setzte ihn die Europäische Union im Zusammenhang mit dem Überfall Russlands auf die Ukraine 2022 auf eine Sanktionsliste.

## Leben
Prilepins Vater ist Hochschulprofessor, seine Mutter Krankenschwester. Er studierte Philologie und Linguistik an der Lobatschewski-Universität Nischni Nowgorod. Prilepin war bei der Polizeieinheit OMON beschäftigt und nahm mit dieser in den Jahren 1996 und 1999 an Kampfhandlungen in Tschetschenien teil. Seit dieser Zeit sympathisierte er mit Eduard Limonows Nationalbolschewistischer Partei Russlands, die 2005 durch Gerichtsbeschluss als verfassungsfeindliche Organisation verboten wurde. Er gilt als informelles Mitglied dieser Gruppierung.
2004 nahm Prilepin an zwei Schreibseminaren teil und ist seither schriftstellerisch tätig. 2007 gründete er zusammen mit dem regierungskritischen Blogger Alexei Nawalny die Bewegung NAROD („Das Volk“), die sich gegen illegale Einwanderung einsetzte. In seinem Wohnort Nischni Nowgorod gehörte er 2010 zu den Organisatoren eines Protestmarsches gegen die Regierenden. Er gehörte auch zu den 34 Erstunterzeichnern eines gegen Wladimir Putin gerichteten Manifests mit dem Titel Putin muss gehen aus dem März 2010. Prilepin wurde später Mitglied des Zentralrates und stellvertretender Vorsitzender der politischen Partei „Gerechtes Russland – Patrioten – Für die Wahrheit“.
Seine Bücher sind in Russland preisgekrönte Bestseller. Als einziges ins Deutsche übersetzte Buch Prilepins erschien 2012 sein Roman Sankya (2006) bei Matthes & Seitz in Berlin.
Im Februar 2017 übernahm er die Funktion eines stellvertretenden Bataillonskommandeurs in der international nicht anerkannten „Volksrepublik Donezk“. Zuvor war er bereits einige Jahre als Berater des Volksrepublikführers Sachartschenko tätig. Zwischenzeitlich arbeitete Prilepin für die Zeitung Nowaja gaseta. Danach lebte Prilepin mit Frau, zwei Söhnen und zwei Töchtern in Donezk (Region Donbass).
Mitte Februar 2017 stellte er in Moskau sein Buch Zug. Offiziere und Opoltschenije der russischen Literatur vor. Es soll von Literaten handeln, die auch mit der Waffe umgingen – von Derschawin und Dawydow bis zu Tschaadajew und Puschkin. Gleich danach zog der Autor an die Frontlinie bei Donezk, um gegen das „ukrainische Regime“ zu kämpfen, wie er offen erklärte. Daraufhin kündigten ihm mehrere europäische Literaturagenten die Zusammenarbeit auf, darunter der deutsche Literaturagent Thomas Wiedling. Prilepin hat sich der Propaganda anerboten und bezeichnet sich selber offen als Imperialisten.
Im März 2018 erschien er auf dem Pariser Salon des livres und stritt dort aus dem Publikum heraus mit Ukrainern, im Oktober des gleichen Jahres trat er auf der Frankfurter Buchmesse auf. Bei den Wahlen im September 2021 erhielt Prilepins Partei Für die Wahrheit (als Teil der Partei Gerechtes Russland) Sitze in der russischen Duma. Prilepin verzichtete auf sein Mandat, um weiter agitatorisch wirken zu können.
Im Februar 2022 setzte ihn die Europäische Union im Zusammenhang mit dem Überfall Russlands auf die Ukraine 2022 auf eine Sanktionsliste. Nach Mitteilung russischer Medien nahm Prilepin seit November 2022 aktiv am Krieg gegen die Ukraine teil. In einer Umfrage des russischen Meinungsforschungsinstituts WZIOM zum „Schriftsteller des Jahres 2022“ erhielt er den höchsten Stimmenanteil.
Am 6. Mai 2023 wurde Prilepin in Nischni Nowgorod bei einem Autobombenanschlag durch eine unter dem Beifahrersitz installierte Bombe schwer an beiden Beinen verletzt. Sein Fahrer und Bodyguard kam ums Leben. Wegen des Bombenanschlags wurde ein Ukrainer durch ein Militärgericht in Moskau im September 2024 zu lebenslanger Haft verurteilt.

## Auszeichnungen und Preise
- 2006: Nominiert für den Russischen Booker-Preis für sein Buch Patologii.
- 2008: Nationaler Bestseller-Preis für sein Buch Grech (Sünde).
- 2009: Bunin-Preis für Terra Tartarara. Eto kassajetsja litschno menja (Terra Tartarara. Es betrifft mich persönlich).

## Veröffentlichungen
- 2005: Patologii, Roman. Andrejewski Flag, Moskau
- 2006: Sankya, Roman. Ad Marginem, Moskau
  - 2012: deutsch von Erich Klein: Sankya. Roman. Matthes & Seitz, Berlin, ISBN 978-3-88221-579-3.[16]
- 2007: Grech i drugie raskasy, Roman. Vargius, Moskau.
- 2008: Botinki polnyje gorjazej wodkoj („Schuhe mit heißem Wodka“), Erzählung. AST, Moskau.
- 2008: Wojna („Krieg“), Erzählung. AST, Moskau.
- 2008: Ja prischol is Rossii („Ich komme aus Russland“), Essay. Limbus Press, Moskau.
- 2009: Terra Tartarara. Eto kassajetsja litschno menja (Sbornik essje) („Terra Tartarara. Es betrifft mich persönlich“), Essay. AST, Moskau, ISBN 978-5-17-058382-9.
- 2009: Immjeniny serdza. Rasgowory s russkoj literaturoj („Geburtstag des Herzens: Gespräch über die russische Literatur“). AST, Moskau, ISBN 978-5-17-058381-2.
- 2010: Revolution/sostavitel. AST Astrel, Moskau, ISBN 978-5-17-061308-3.
- 2010: Leonid Leonow: Igra jego byla ogromna („Sein Spiel war großartig“). Molodaja Gwardija, Moskau.
- 2012: Knigozjot. („Der Buchliebhaber“). Astrel, Moskau.
- 2012: Tschernaja obez'jana („Der schwarze Affe“), Roman. AST, Moskau, ISBN 978-5-17-073246-3.
- 2012: Essay im Fotoband von Igor Muchin: Mein Moskau. Fotografien 1985–2010. Benteli, Bern, ISBN 978-3-7165-1722-2.
- 2014: Obitjel („Heimstatt“), Roman. AST, Moskau.

## Schauspielfassungen
- 2014: Sankya, Regie: Ralf Siebelt. Deutsche Erstaufführung am 28. September 2013 am Landestheater Tübingen (LTT).[17]